# بی‌ام‌و آر ۱۳۰۰جی‌اس
بی‌ام‌و آر ۱۳۰۰جی‌اس (به انگلیسی: BMW R1300GS) یک موتورسیکلت ادونچر دوسیلندر که برای مدل سال ۲۰۲۴ توسط کمپانی ب‌ام‌و موتوراد، پس از بی‌ام‌و آر ۱۲۵۰جی‌اس معرفی شد. انجین و گیربکس همانند قبلی بازطراحی شدند و قاب پرده‌ای کامل مدل قبلی را حذف کردند. هر دو تغییر به وزن ۲۳۷ کیلوگرم کمک کردند که ۱۲ کیلوگرم سبک گ‌تر از مدل قبلی می‌باشد. همچنین چراغ‌های جلوی نامتقارن را در نسل‌های قبلی سری جی‌اس را حذف شد.
در منطقه پلیس اسلو، نروژ شروع به استفاده از این موتورسیکلت در تابستان ۲۰۲۴ کرد.